# Хокейна ліга Онтаріо 2025—2026
Хокейна ліга Онтаріо 2025—2026 — 46-й чемпіонат ОХЛ (45-й ігровий). Регулярний сезон розпочнеться 18 вересня 2025 року та завершиться 22 березня 2026 року.